# Sint-Antonius Abtkerk (Heist)

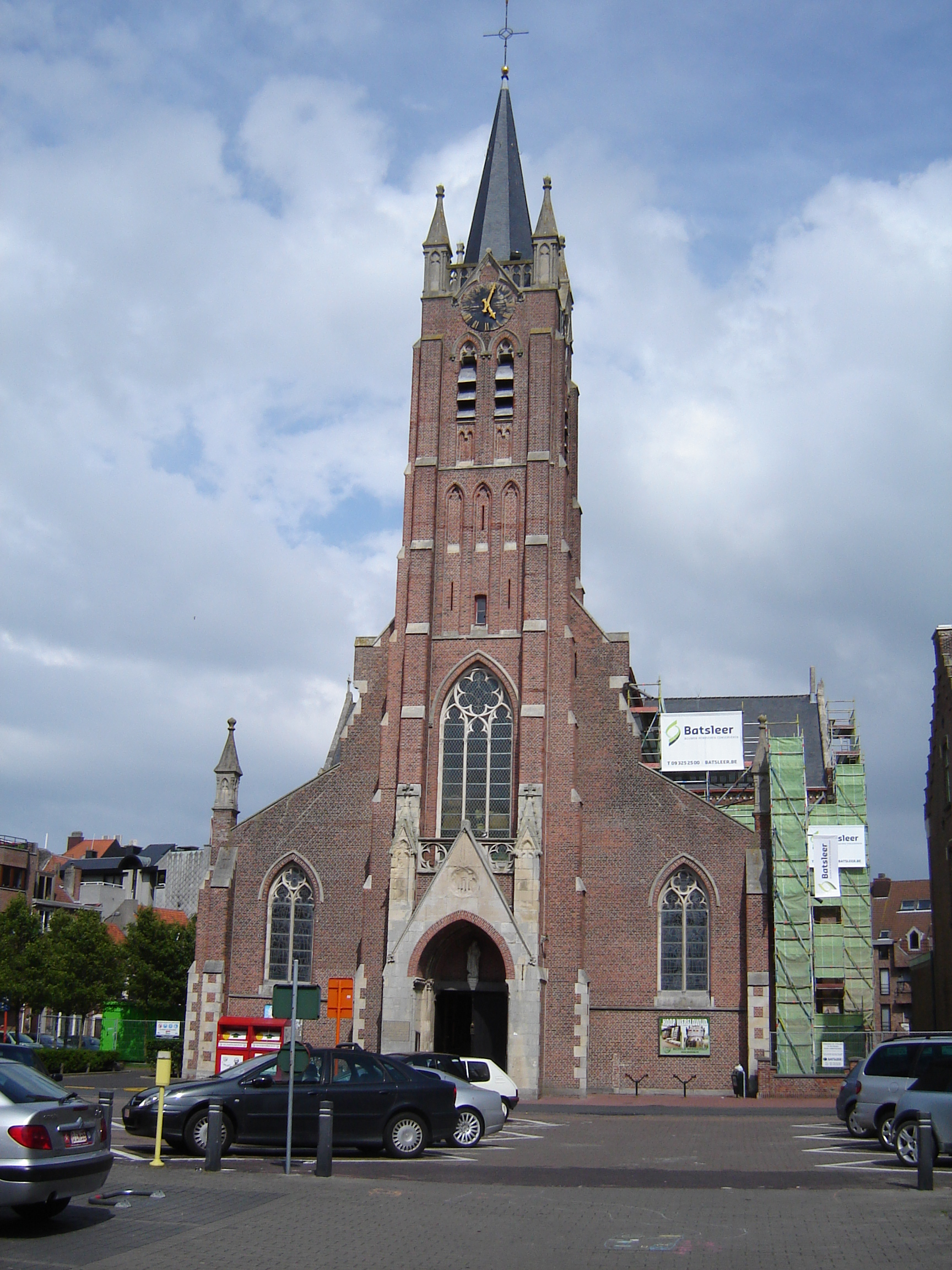
Sint-Antonius Abtkerk

De Sint-Antonius Abtkerk is de parochiekerk van de tot de West-Vlaamse gemeente Knokke-Heist behorende plaats Heist, gelegen aan Sint-Jozefsstraat 1.

## Geschiedenis
Oorspronkelijk lag de kern van Heist in het zuiden van de huidige kern, bekend onder de naam Koudekerke, tegenwoordig de wijk Oostwinkel, ten zuiden van de huidige spoorlijn. Koudekerke werd in het laatste kwart van de 12e eeuw een zelfstandige parochie, die afgesplitst werd van die van Lissewege.
Hier stond een 13e-eeuwse vroeggotische kerk.
Van 1871-1875 werd een nieuwe kerk gebouwd, nu meer naar het noorden gelegen, waar toen het zwaartepunt van de bebouwing naar toe geschoven was. Het was een neogotische basilicale kerk, ontworpen door Pierre Buyck. In 1886 werd een toren aangebouwd, met vier hoektorentjes en een achtkante spits. In 1990 stortte de spits in door een storm, en in de daaropvolgende twee jaar werd de kerk gerestaureerd.